# 儒林镇 (常州市)
儒林镇，是中國江苏省常州市金坛区下辖的一个乡镇级行政单位。

## 行政区划
儒林镇下辖以下地区：
柚山村、南社村、汤墅村、勤勇村、儒林村、新华村、后庄村、湖头村、楼下村、河下村、叶兴村和峙玕村。